# Ignác Ruzitska
Ignác Ruzitska (* 18. April 1777 in Bazin, Königreich Ungarn; † Februar 1833 in Veszprém) war ein ungarischer Komponist.
Ruzitska wirkte ab 1827 als Kapellmeister an der Kathedrale von Veszprém. Er gab von 1823 bis 1832 fünfzehn von ihm bearbeitete und redigierte Hefte mit Gesängen aus dem Komitat Veszprém heraus, die die umfangreichste Sammlung von Verbunkos darstellen.

## Quelle
- Alfred Baumgartner: Propyläen Welt der Musik: die Komponisten, Band 4, Berlin, Frankfurt 1989, ISBN 354907834X, S. 572

| Personendaten    | Personendaten         |
| ---------------- | --------------------- |
| NAME             | Ruzitska, Ignác       |
| KURZBESCHREIBUNG | ungarischer Komponist |
| GEBURTSDATUM     | 18. April 1777        |
| GEBURTSORT       | Pezinok               |
| STERBEDATUM      | Februar 1833          |
| STERBEORT        | Veszprém              |